# Pacific (Missouri)
Pacific ist eine City im Franklin County und teilweise im St. Louis County im US-Bundesstaat Missouri. Das U.S. Census Bureau hat bei der Volkszählung 2020 eine Einwohnerzahl von 7.414 ermittelt.

## Geographie
Die Koordinaten von Pacific liegen bei 38°28'53" nördlicher Breite und 90°45'0" westlicher Länge.
Nach Angaben der United States Census 2010 erstreckt sich das Stadtgebiet von Pacific über eine Fläche von 15,6 Quadratkilometer (5,93 sq mi).

## Bevölkerung
Nach der United States Census 2010 lebten in Pacific 7002 Menschen verteilt auf 2368 Haushalte und 1524 Familien. Die Bevölkerungsdichte betrug 456,8 Einwohner pro Quadratkilometer (1182,8/sq mi).
Die Bevölkerung setzte sich 2010 aus 88,4 % Weißen, 8,4 % Afroamerikanern, 0,5 % Asiaten, 0,6 % amerikanischen Ureinwohnern, 0,6 % aus anderen ethnischen Gruppen und 1,5 % stammten von zwei oder mehr Ethnien ab.
In 32,4 % der Haushalte lebten Personen unter 18 Jahre und in 10,1 % Menschen die 65 Jahre oder älter waren. Das Durchschnittsalter betrug 35,9 Jahre und 55,6 % der Einwohner waren männlich.

## Belege
1. ↑  Explore Census Data Total Population in Pacific city, Missouri. Abgerufen am 2. Februar 2023.
2. ↑   United States Census
3. ↑   American Fact Finder